# Garde côtière des Seychelles
La Garde côtière des Seychelles (SCG : en anglais Seychelles Coast Guard) est une branche de la Force de défense du peuple des Seychelles créée en 1993. Il s'agit d'un service maritime, militaire et multi-missions. Ils ont récemment acquis la responsabilité de la recherche et sauvetage en cas d'incident de navire ainsi que de la protection de l'environnement de la Division des services portuaires et maritimes.

## Historique
Bien que les Seychelles soient un petit pays, il est situé au large de la Corne de l'Afrique, stratégiquement proche des opérations de pirates notoires. L'Inde, la Chine et les Émirats arabes unis (E.A.U.) ont fait des dons stratégiques de navires de patrouille aux Seychelles. Depuis 2016, la Garde côtière dispose de plusieurs navires opérationnels. Les navires les plus grands et les plus performants ont tous été donnés.

### Constitution de la flotte
- L'Inde a donné deux navires de patrouille de Trinkat-class patrol vessel (en) : Le PS Constant ex-INS Tarasa (T63) et le PS Topaz ex-INS Tarmugli (T64).
- La Chine a fait don du navire de patrouille de Type 62C l' Etoile , construit pour les Seychelles [2].

- Les E.A.U. ont fait leur part en faisant don des bateaux : La Flèche et Le Vigilant.

- En février 2019, le Sri Lanka a fait don de deux nouveaux bateaux de patrouille côtière de classe Wave Rider produits par la marine srilankaise. Long de 14 mètres, ces bateaux peuvent atteindre une vitesse de 30 nœuds [3].

## Missions
Grâce à l'emploi par la Garde côtière des Seychelles de sa petite flotte, les Seychelles ont été en mesure d'arrêter, de juger et de condamner de nombreux pirates. En 2013, le journal émirati The National a rapporté que les Seychelles avaient emprisonné plus de 100 pirates condamnés.
En mai 2011, le SCG a aidé à protéger la vie privée du duc et de la duchesse de Cambridge pendant leur lune de miel sur l' île du Nord. À la fin de leur séjour, le couple a invité plusieurs membres de la Garde côtière à terre pour les remercier personnellement de leurs efforts.

## Galerie

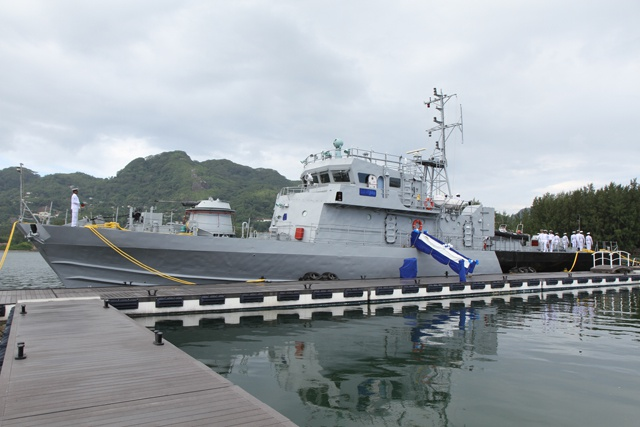
PS Constant
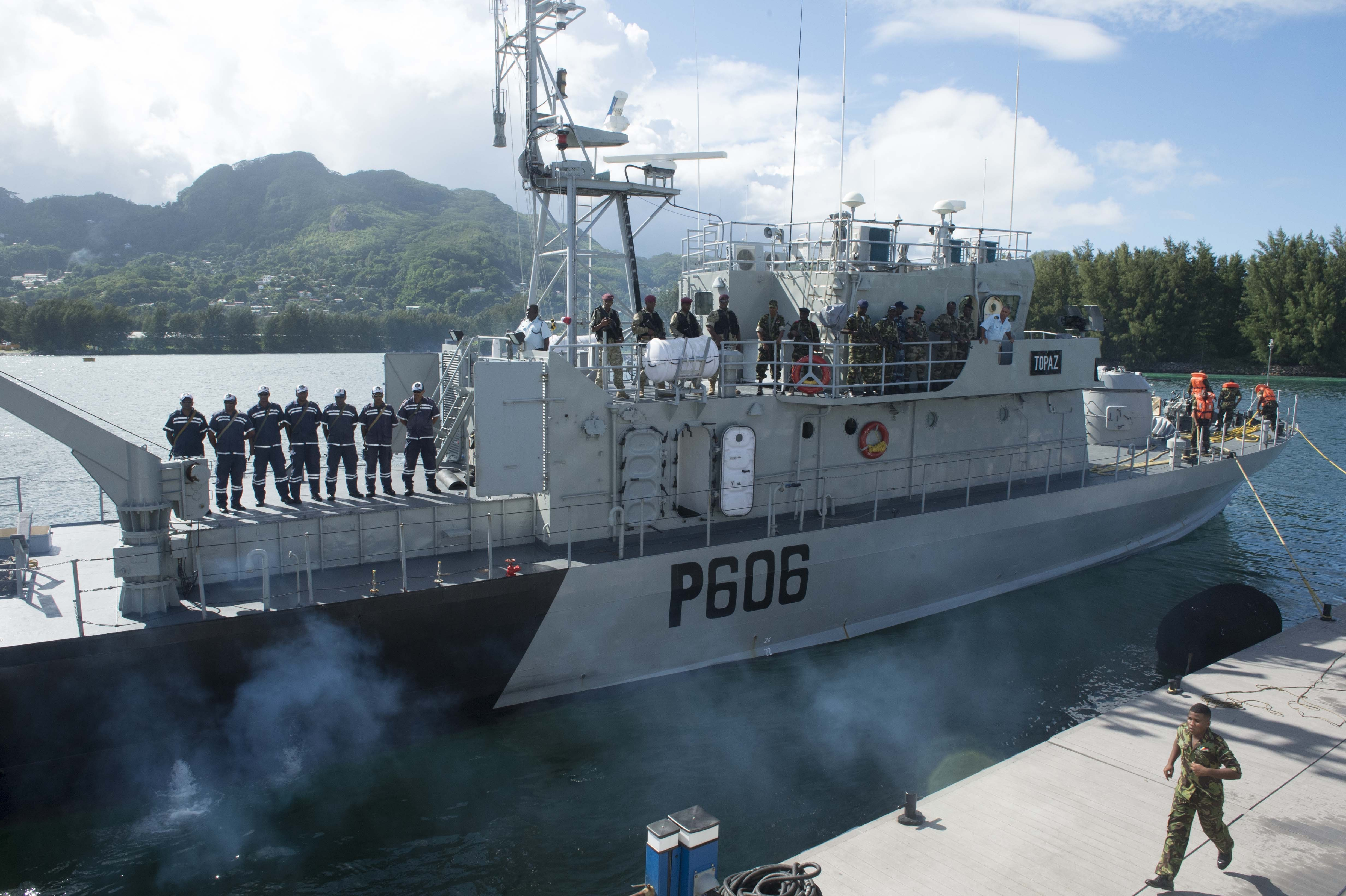
PS Topaz
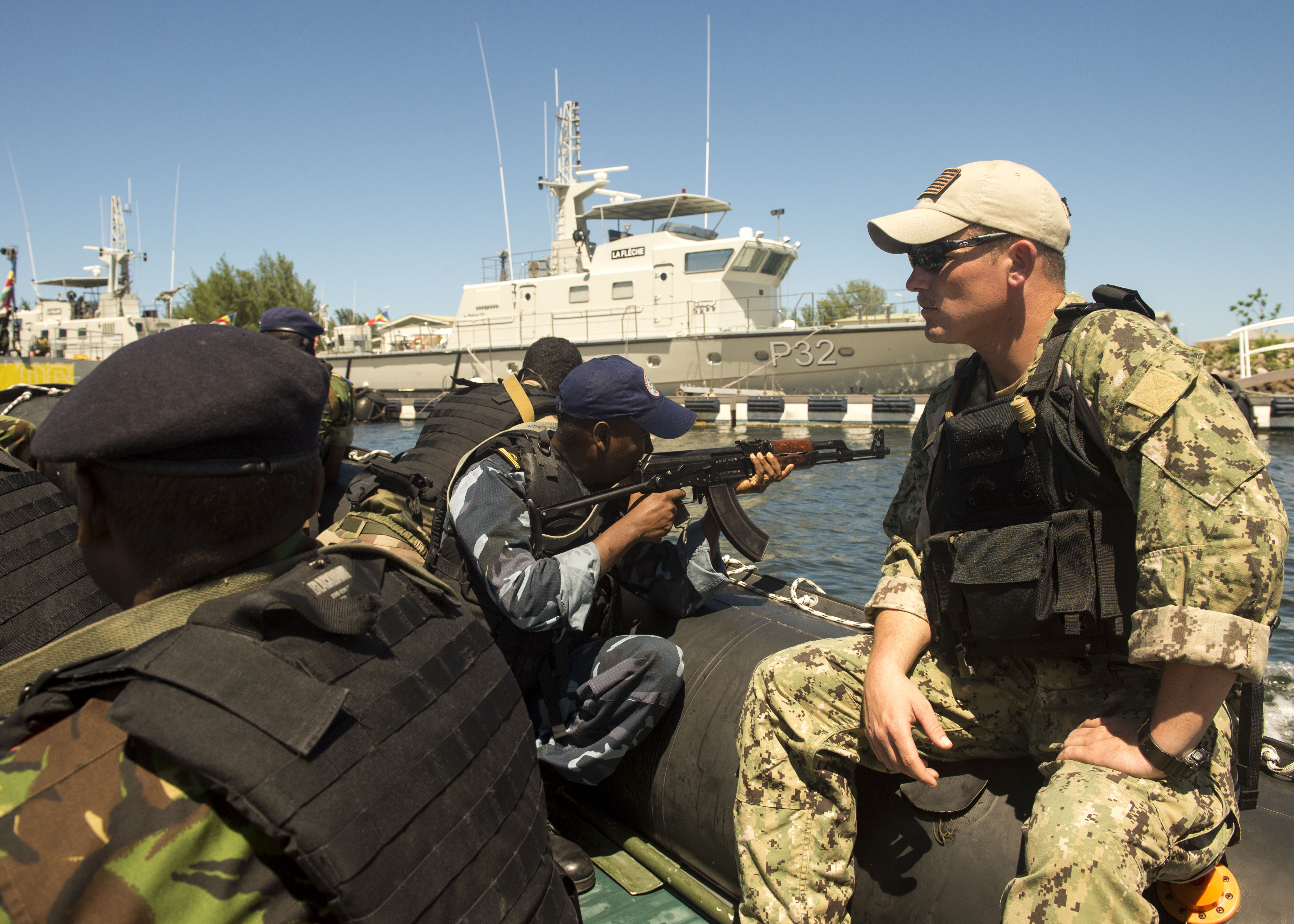
La Flèche (P32)
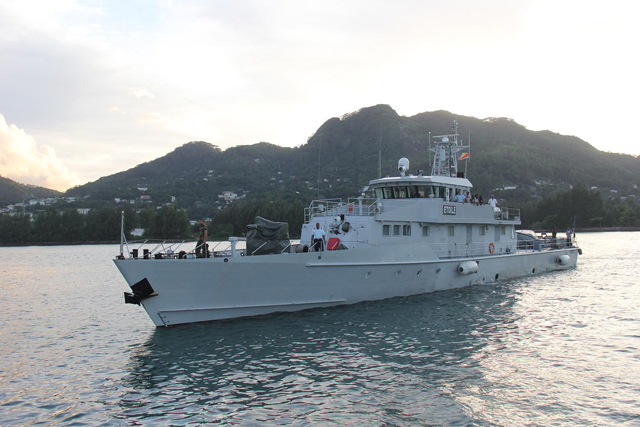
L'Etoile (Type 62C)